# 메가샤크 VS 크로코사우러스
《메가샤크 VS 크로코사우러스》(영어: Mega Shark Versus Crocosaurus)는 2010년 12월 21일 미국에서 개봉된 디 어사일럼의 괴물 재난 영화이다. 이 영화에는 잘릴 화이트, 게리 스트레치, 로버트 피카도, 딜런 복스, 한나 코울리, 사라 리빙이 출연한다.
이 영화는 2009년작 《메가샤크 VS 자이언트 옥토퍼스》의 속편이며 《메가샤크》 시리즈의 두 번째 작품이지만 이 영화의 원작 배역들은 거의 포함되어 있지 않다.

## 줄거리
콩고 민주 공화국 깊은 곳에서 불법 다이아몬드 채굴 작업이 선사시대 악어를 깨웠다. 한편 대서양에서 미 해군 군함 USS 깁슨이 메갈로돈의 공격을 받고 침몰해 결국 1편에서 문어에 질식사해 살아남았다. 음파 상어 퇴치 장치를 실험하고 있던 테리 맥코믹(잘릴 화이트)은 이 공격의 유일한 생존자이다. 콩고 민주 공화국으로 돌아온 영국인 사냥꾼 나이젤 퍼트남(게리 스트레치)은 거대한 악어가 자신을 잡아먹으려 할 때 성공적으로 포획하고 자신의 신경안정제 다트를 입에 주입한다. 그리고 나서 그는 그 악어를 그의 친구들이 화물선에 실을 수 있도록 운송장으로 배달하게 했다.
캘리포니아주 로스앤젤레스에서 맥코믹은 USS 깁슨호 사건과 관련해 미국 해양대기청 특수요원 허친슨(사라 리빙)의 조사를 받고 있다. 그는 메갈로돈으로 유인된 그의 음파 장치를 암시하며 침몰에 대한 책임을 느낀다. 이것 때문에, 그는 허친슨이 그의 발명품으로 메갈로돈을 사냥하는 것을 돕겠다고 제안한다. 한편, 한 화물선이 플로리다주 남쪽 400마일 떨어진 대서양에서 평온해진 악어를 싣고 있다. 이 배에는 악어의 알도 실려 있는 것으로 밝혀졌다. 그리고 나서, 예고 없이, 배는 메갈로돈의 공격을 받고, 악어를 잠에서 깨운다. 퍼트남과 그의 파트너 장은 이어지는 전투에서 배가 파괴되기 전에 배 밖으로 뛰어내린다.
항공모함 USS 렉싱턴에 탑승한 맥코믹은 칼빈 제독(로버트 피카토)에게 소개되는데, 칼빈 제독은 그의 엘리트 승무원들이 단 한 가지 목표를 가지고 있다고 말한다. 그것은 바로 메갈로돈을 추적하고 파괴하는 것이다. 맥코믹은 이 항공모함에 탑승할 수 있는 객실과 최첨단 추적 장비를 갖추고 있다. 허친슨은 화물선 사고 이후 해안으로 떠밀려온 퍼트남을 만나 심문하기 위해 외딴 섬으로 보내진다. 허친슨은 퍼트남이 자신이 잡은 악어에 대해 알렸을 때 충격을 받는다. 그녀의 팀은 메갈로돈만 알고 있었기 때문이다. 그리고 나서 그녀는 그에게 수갑을 채우고 캐리어로 다시 데려왔다. 일단 그곳에 도착하면, 승무원들은 다른 섬에서 계란의 출현을 발견한다. 캘빈 제독은 맥코믹을 허친슨과 퍼트남과 동행시켜 알을 포획하도록 임명한다. 섬에 도착하자마자, 그들은 알들이 해안선에 의해 알을 낳고 부화하려고 한다는 것을 발견한다. 메갈로돈의 지느러미가 근처에 보이자 허친슨은 렉싱턴 호에게 섬에 미사일 공격을 가하라고 명령한다. 팀이 섬을 떠날 때, 메갈로돈은 알을 삼켜 악어를 화나게 하고, 반면 F-18 호넷 편대는 알을 더 들고 동굴을 향해 미사일을 발사한다. 악어가 마이애미를 침략해 올랜도로 향하자, 맥코믹은 악어를 막기 위해 근처 터키 포인트 원자력 발전소에서 전원을 공급하는 아크 플래시를 사용할 것을 제안한다. 아크 플래시가 악어를 바다로 돌려보낼 때, 그 도박은 효과가 있다.
렉싱턴으로 돌아온 퍼트남은 악어알을 해부하여 취약한 요소들을 찾아내자고 제안했고, 연구팀은 알 한 개가 USNS 인빈시블호에 타고 있고 두 개는 블랙 호크 헬리콥터로 이송되고 있다는 소식을 들었다. 그들은 또한 메갈로돈이 무적의 알과 그것들을 운반하는 흑매들을 먹어 치웠기 때문에 알에 끌린다는 것을 발견한다. 어떤 새장이나 덫도 두 생물을 모두 잡을 수 있을 만큼 충분히 크지 않기 때문에, 퍼트암은 맥코믹의 반대에도 불구하고 파나마 운하로 메갈로돈과 악어를 유인할 것을 제안한다. 잠수함 USS 아르고나우트는 악어알을 회수하기 위해 화물선의 잔해로 보내진다. 회수 임무는 성공적이었고, 달걀은 파나마 운하에 떨어졌다. 본능적으로, 메갈로돈과 악어는 모두 운하에 도착하는데, 그들은 해군의 공격을 받으면서 서로 싸운다. 이 싸움은 파나마 운하 전체를 파괴하는 해일을 야기한다. 두 생물체가 서로를 계속 물어뜯기 때문이다.
나중에 이 악어가 메갈로돈이 이전의 배분을 삼킨 시간 동안 더 많은 알을 낳기 위해 적응했다는 것이 밝혀졌다. 수백 개의 알이 미국 해안선 전역에서 더 낳아 부화하고 있다. 악어 부화기가 샌타모니카 부두를 공격하는 동안 핵잠수함 USS 카터는 하와이를 향해 가고 있는 두 거대한 생명체를 쫓고 있다. 카터는 생물체를 향해 핵 어뢰를 발사하지만 빗나가 메갈로돈에 의해 삼켜진다. 이것은 메갈로돈이 훨씬 더 큰 위협이 되는 결과를 초래한다. 왜냐하면 메갈로돈 안에 원자로가 있기 때문이다. 악어가 하와이를 침략할 때, 그것은 맥코믹, 퍼트남, 허친슨을 태운 헬리콥터를 추락시킨다. 허친슨이 의식을 잃은 상태에서, 맥코믹과 퍼트남은 그녀를 떠나서 뗏목을 타고 맥코믹의 음파 방출기를 바다에 떨어뜨린다. 그것은 모든 생물들을 해저 화산대 근처로 유인하는 것이다. 음파 방출기는 서로 싸우는 어른들을 유혹하고, 악어 부화기는 어미를 도우러 온다. 그리고 나서 맥코믹과 퍼트남은 허친슨에 의해 픽업되고, 허친슨은 헬리콥터를 되찾고 다시 작동시켰다. 그 화산은 폭발하여 상어의 핵 핵을 폭발시키고, 성체와 부화아 모두를 죽인다. 3인조는 완전히 새까맣게 그을린 채 여전히 서로를 붙잡고 있는 악어와 상어가 화산 속으로 가라앉는 동안 집으로 날아간다.
크레딧이 끝난 후, 나이젤은 해변에서 진을 만나 일본에 있는 거대한 도마뱀에 대해 언급한다. 그는 그에게 그럴 준비가 되어 있는지 물었고, 그의 파트너는 "한 가지 조건만 있으면, 더 이상 보트는 없다"고 말했다. 그들은 악수를 하고 또 다른 모험을 떠난다.

## 출연진
- 잘릴 화이트
- 게리 스트레치
- 사라 리빙
- 로버트 피카도
- 한나 코울리
- 딜런 복스

## 제작

### 다른 어사일럼 제목과의 연결
이 영화는 싱어송라이터 겸 배우 데비 깁슨의 사인 사진과 첫 영화의 일본 포스터와 같은 《메가샤크 VS 자이언트 옥토퍼스》에 대한 수많은 언급을 한다. 게다가, 사람들이 당황하는 장면들은 영화 《메가폴트》에서 따왔다.

### 마케팅
이 영화를 홍보하기 위해, 디 어사일럼은 슈퍼볼 XLV의 다음 도리토스 광고를 만들기 위한 대회에 참가했다. 광고에서 메갈로돈은 해군 함대를 공격하는 반면 스몰스 선장(마이클 갈리오)은 배고픔을 채울 수 있는 것이 있는지 묻는다. 그때 그는 바스락거리는 소리를 듣고 관리인이 도리토스 한 봉지를 먹고 있는 것을 본다. 다음 장면에서, 헬리콥터는 거대한 도리토 칩을 바다 위로 나른다. 메갈로돈은 모든 승무원들이 축하하는 가운데 현장에서 도망치기 전에 뛰어내려 칩을 먹는다.

## 속편
2012년 3월 24일, 드레드 센트럴은 디 어사일럼이 《어비스: 메가 샤크》라는 이름의 이름의 메가샤크를 주인공으로 하는 두 번째 속편을 제작하고 있다고 보도했다. 이 발표는 이 회사가 이 시리즈의 세 번째 장을 위한 온라인 탄원을 포함하여 이 캐릭터의 증가하는 인기를 깨달은 후에 나왔다.
《어비스: 메가 샤크》는 2014년 1월 28일 개봉되었고 데비 깁슨은 첫 영화에서 엠마 맥닐 역을 다시 맡았다.